# Zalasewo (gromada)
Zalasewo (od 1 I 1960 Swarzędz) – dawna gromada, czyli najmniejsza jednostka podziału terytorialnego Polskiej Rzeczypospolitej Ludowej w latach 1954–1972.
Gromady, z gromadzkimi radami narodowymi (GRN) jako organami władzy najniższego stopnia na wsi, funkcjonowały od reformy reorganizującej administrację wiejską przeprowadzonej jesienią 1954 do momentu ich zniesienia z dniem 1 stycznia 1973, tym samym wypierając organizację gminną w latach 1954–1972.
Gromadę Zalasewo z siedzibą GRN w Zalasewie utworzono – jako jedną z 8759 gromad na obszarze Polski – w powiecie poznańskim w woj. poznańskim, na mocy uchwały nr 33/54 WRN w Poznaniu z dnia 5 października 1954. W skład jednostki weszły obszary dotychczasowych gromad Garby, Jasin (bez obszarów włączonych do nowo utworzonej gromady Sarbinowo), Kruszewnia i Zalasewo oraz niektóre parcele z karty mapy 1 obrębu Nowawieś z dotychczasowej gromady Nowawieś ze zniesionej gminy Swarzędz, a także parcele 4–9 i 11–13 z karty mapy 3 obrębu Swarzędz z miasta Swarzędza – w tymże powiecie. Dla gromady ustalono 11 członków gromadzkiej rady narodowej.
Gromadę zniesiono 1 stycznia 1960 w związku z przeniesieniem siedziby GRN z Zalasewa do Swarzędza i zmianą nazwy jednostki na gromada Swarzędz.